# Stromstrich
Der Stromstrich ist die Verbindungslinie der Punkte mit der größten Fließgeschwindigkeit an oder wenig unter der Oberfläche eines Fließgewässers.
Seine Lage ist abhängig von Form und Rauheit der Ufer und des Flussbettes sowie der inneren Reibung des Wasserkörpers. Er liegt auf geraden Flussabschnitten normalerweise etwa in der Mitte und wird durch die Zentrifugalkraft in Biegungen in den Außenbereich der Biegung verlagert. Die Lage des Stromstriches ändert sich auch mit der Menge des Wassers, das in einem Flussbett fließt, da mit dem veränderten Wasserstand ein anderer Flussquerschnitt mit veränderten Abflussbedingungen vom Wasser in Anspruch genommenen wird.
Die Lage des Stromstriches ist in der Regel nicht identisch mit dem Talweg, der Verbindungslinie der tiefsten Punkte des Querprofils in der Längsrichtung eines Fließgewässers.